# مسجد عتبان بن مالك
مسجد عتبان بن مالك   والذي صلى في موضعة رسول الله ﷺ بالمدينة المنورة  وقيل: وهو من المواضع التي صلى بها الرسول صلى الله عليه وسلم، وهو بزاوية من منزل عتبان بن مالك رضي الله عنه.

## الموقع
يقع مسجد عتبان بن مالك بأصل أطمه المسمى بالمزدلف بدار بني سالم بن الخزرج. وهو شمال مسجد الجمعة، بالبرحة المقابلة له ويبعد عن مسجد الجمعة بحدود 60 م.

## في التاريخ
- روى ابن زبالة عن إبراهيم بن عبد الله بن سعد بن عتبان بن مالك قال: يارسول الله إن السيل يحول بيني وبين الصلاة في مسجد قومي، قال: فصلى رسول الله صلى الله عليه وسلم في بيته، فهو المسجد الذي بأصل المزدلف. ورواه يحيى وقال: فهو المسجد الذي بأصل المزدلف أطم مالك بن العجلان.
- وروى ابن شبة عن عتبان بن مالك أن رسول الله صلى الله عليه وسلم صلى في بيته سبحة الضحى، فقاموا وراءه فصلوا.
- وعن سعد بن إسحاق أن النبي صلى الله عليه وسلم لم يصل في مسجد بني سالم الأكبر. وروى ابن زبالة نحوه عن كعب بن عجرة.
- أخبرنا الخطيب عبد الله بن أحمد الطوسي بإسناده، عن أَبي داود الطيالسي، أَخبرنا إِبراهيم بن سعد، قال: سمعت الزهري، يحدث عن محمود بن الربيعِ، عن عتبان بن مالك السلمي، قال: كنت أَؤم قومي بني سالمٍ، وكان إِذا جاءت السيول شق علي أَن أَجتاز واديا بيني وبين المسجد فأَتيت النبي صلى الله عليه وسلم فقلت: يا رسول الله إني يشق علي أَن أَجتازه فإن رأيت أَن تأْتيني وتصلي في بيتي مكانا أَتخذه مصلى؟ قال: «أَفعل»، فجاءني الغد فاحتبسه على خزيرة، فلما دخل لم يجلس حتى قال: «أَين تحب أَن أُصلي فِي بيتك؟»، فأَشرت إِلى الموضعِ الّذي أُصلي فيه، فصلى فيه ركعتين «.. ثم ذكر الحديث، وإِنما طلب ذلك، لأَنه كان قد عمي، وقيل: كان في بصره ضعف» اهـ [2]
- عن محمود بن الربيع الأنصاري: أن عتبان بن مالك كان يؤم قومه وهو أعمى، وأنه قال لرسول الله صلى الله عليه وسلم: يا رسول الله إنها تكون الظلمة والسيل وأنا رجل ضرير البصر، فصل يا رسول الله في بيتي مكاناً أتخذه مصلى، فجاءه رسول الله صلى الله عليه وسلم فقال: (أين تحب أن أصلي؟) فأشار إلى مكان من البيت فصلى فيه رسول الله صلى الله عليه وسلم) رواه البخاري.